# Latsa
Die Latsa (französisch: Ruisseau Latsa) ist ein kleiner Fluss in Frankreich, der im  Département Pyrénées-Atlantiques in der Region Nouvelle-Aquitaine verläuft. Sie entspringt in den Ausläufern der westlichen Pyrenäen zwischen den Gipfeln Pic du Mondarrin (749 m) und Pic d’Ourrezti (690 m), im südöstlichen Gemeindegebiet von Espelette, entwässert in südlicher Richtung durch das französische Baskenland und mündet nach rund 15 Kilometern an der Gemeindegrenze von Larressore und Ustaritz als linker Nebenfluss in die Nive.

## Orte am Fluss
(Reihenfolge in Fließrichtung)
- Hartsugainea, Gemeinde Espelette
- Menta, Gemeinde Espelette
- Espelette
- Larressore
- Ustaritz